# Ретрофутуризм

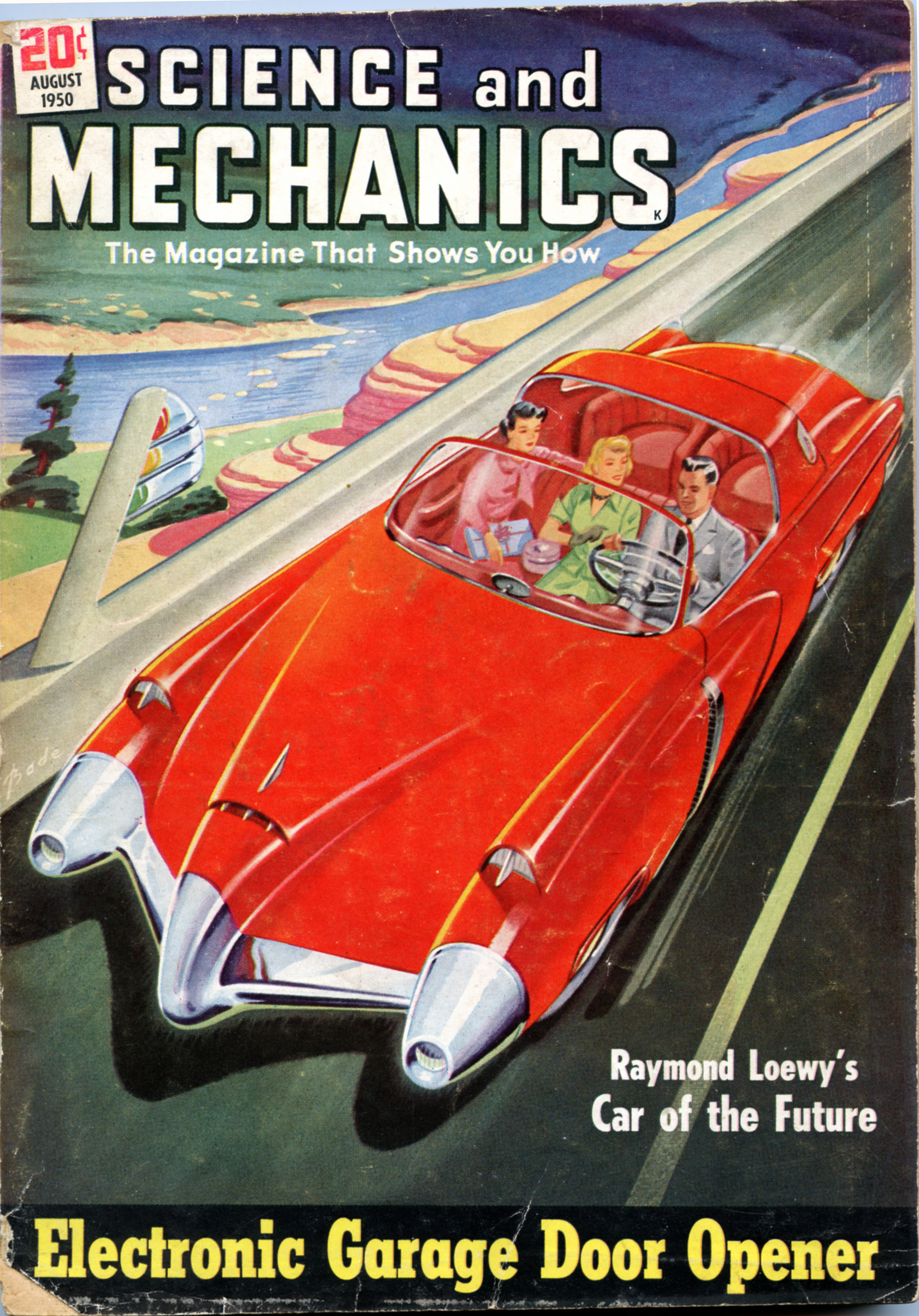
«Автомобіль майбутнього» на обкладинці журналу «Science and Mechanics» (1950)

Ретрофутури́зм (англ. Retrofuturism) — уявлення про майбутнє, які існували в минулому, та їх наслідування в сучасності. Вперше термін було вжито у 1983 році редактором та митцем Ллойдом Джоном Данном щодо уявлень про майбутнє до 1960 року. Фантаст Вільям Гібсон описав у оповіданні «Континуум Ґернсбека» явище ретрофутуризму як «майбутнє, якого ніколи не було». Часто ретрофутуризм розуміється як напрям, стиль або жанр мистецтва.
Стосовно мистецтва проявляється в моді, архітектурі, дизайні, музиці, літературі, кіно та відеоіграх. Традиційно з ретрофутуризмом асоціюються ілюстрації в науково-популярних та палп-журналах 1950–60-х років, фантастичні фільми того періоду. Піджанрами ретрофутуризму вважаються, залежно від стилістики та часу створення твору: стімпанк, дизельпанк, декопанк, атомпанк, кіберпанк.

## Історія

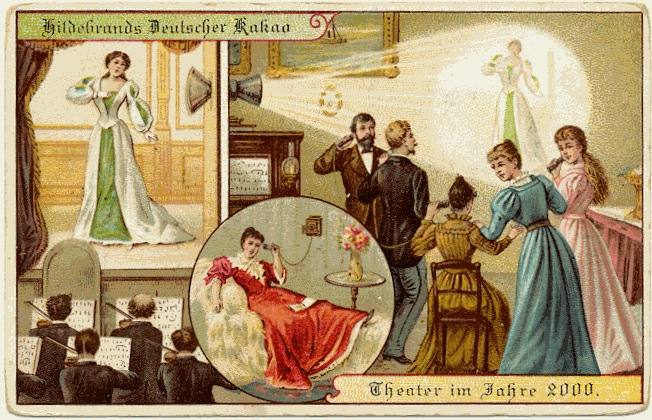
«Проєкція з оперного театру». Листівка шоколадної фабрики «Hildebrand» (1900)

Ретрофутуризм умовно поділяється на три основні епохи: оптимістичний ретрофутуризм, який походить з утопічних ідей XIX ст., «Золотий вік» ретрофутуризму від початку XX ст. до 1960-х, і період згасання інтересу до нього, що почався в 1960–70-і роки.
Засновниками ретрофутуризму, як і наукової фантастики, вважаються Герберт Веллс і Жюль Верн, котрі в своїх творах зображали, окрім іншого, фантазії на тему науки і техніки майбутнього, підкріплені тогочасними науковими знаннями. У зв'язку з цим перш за все ретрофутуризм розуміється як зображення досягнень науки й техніки.
Провідні теми прогнозів майбутнього змінювалися протягом років. Перші прогнози майбутніх науково-технічних досягнень, розраховані на масову аудиторію, стали з'являтися наприкінці XIX ст. Так, наприклад, американський інженер Джон Елфрет Воткінс у 1900 році склав широкоохопний прогноз розвитку науки і техніки на 2000-й рік для журналу «Ladies' Home Journal». Відомими стали листівки німецької фабрики «Hildebrand», які показували можливий через 100 років світ. Загалом прогнозувалися досягнення в передачі звуку та зображення на відстані, зростання рівня медичного обслуговування, перемога над багатьма хворобами, доступність освіти і подорожей по всьому світу, поширення використання електроенергії, розвиток пневмопошти.

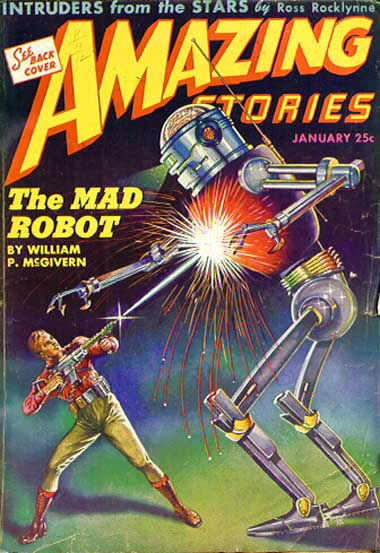
Обкладинка «Amazing Stories», січень 1944

Pulp-журнали 1940-60-х пропонували широкий вибір фантастичних творів про майбутнє, як правило гостросюжетних. В періоди світових воєн експлуатувалися фантазії на тему військової техніки, зброї, власних і ворожих перемог. На обкладинках поміщалися яскраві ілюстрації до творів, оскільки фантастичні сюжети гарантували творчу свободу, а ілюстрації приваблювали читачів. Роботи ілюстраторів та архітекторів, як Норман Бел Ґеддес, Х'ю Феррісс, Кріс Фосс, визначили класичні образи ретрофутуризму, такі як променева зброя, роботи, зорельоти, фантастичні автомобілі, міста. Пізніше ці образи використовувалися кінематографом, зокрема в популярних науково-фантастичних фільмах.
Впродовж 1930–40-х виникли футуристичні архітектурні проєкти, що вирізнялися гігантоманією: утопічних міст, міських центрів, урядових споруд. Наприклад, нацистської «Столиці світу» Welthauptstadt.
Для 1960-х типовими були зображення міст з великою кількістю пересічних естакад і доріг між хмарочосами; місячні та марсіанські колонії. Для футуристичних уявлень того часу було притаманно, що в майбутньому повсюдно застосовуватиметься ядерна енергія, значна частина інфраструктури міст буде перенесена під землю, побутова техніка стане повністю автоматизованою, освоюватимуться пустельні простори Землі. Футурологи 1960-х були захоплені науково-технічним прогресом, і мало звертали уваги на соціальний устрій світу майбутнього. Такий стан ретрофутуризму продовжувався і в наступному десятиріччі.

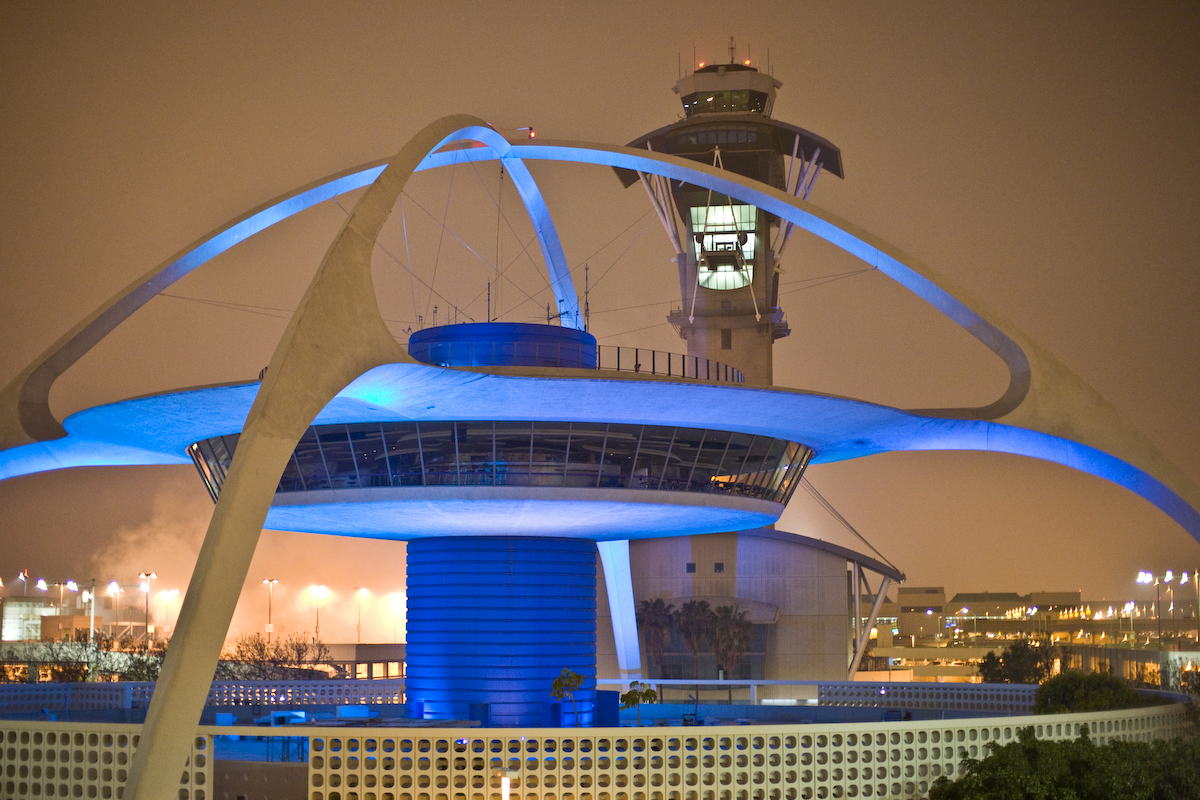
Ретрофутуристична диспетчерська вежа в аеропорту Лос-Анджелеса

У 1980-і ретрофутуризм став асоціюватися зі стилем у дизайні та архітектурі, який проявлявся у футуристичних елементах, як «ракетні крила» на ретро-автомобілях, будівлі «космічної» форми, наприклад, американські придорожні ресторани, виконані у вигляді космічних ракет і станцій. З виникненням кіберпанку фантастичні сюжети стали менше звертатися до тем космічних подорожей, впорядкування світу, натомість — до комп'ютерів і генетики. Оптимістичні уявлення про благо від технічного прогресу, загальну рівність замінили образи тотальної влади жадібних корпорацій, занепаду моралі, поширення кіборгізації та генно-модифікованих організмів.
Елементи ретрофутуризму використовували фільми «Флеш Гордон», «Той, що біжить по лезу», «Небесний капітан», «Земля майбутнього». Також в цій естетиці був створений серіал Зоряний Шлях. До нього звертаються деякі відеоігри, такі як ігри серії Fallout, Bioshock, The Deadly Tower of Monsters, The Outer Worlds.

## Ретрофутуризм і футур-ретро
Деякі дослідники і митці розділяють дійсні уявлення про майбутнє в минулому та їх наслідування в часи, коли описуване майбутнє не здійснилося. В останньому випадку використовується термін «футур-ретро» або «футуристичне ретро». Якщо власне ретрофутуризм зображує уявне майбутнє, базуючись на наукових прогнозах щодо існуючої технології або науково-фантастичних творах, то футур-ретро спирається на зовнішні атрибути, стереотипи про дану епоху.